# Obertraun
Obertraun, Oberösterreich là một đô thị ở Salzkammergut, nước Áo. Đô thị này có diện tích 34 km², dân số thời điểm ngày 31 tháng 12 năm 2005 là 745 người. Oberstraun toạ lạc gần hồ Hallstätter và Hoher Dachstein. Obertraun là một địa điểm du lịch với các hoạt động leo núi, bơi lội, chèo xuồng.